# الجزة (يريم)

تعديل مصدري - تعديل

الجزة محلة تابعة لقرية سنفان، التابعة لعزلة رعين بمديرية يريم إحدى مديريات محافظة إب في الجمهورية اليمنية.، بلغ تعداد سكانها 153 حسب تعداد اليمن لعام 2004.